# Physaria rubicundula
Physaria rubicundula là một loài thực vật có hoa trong họ Cải. Loài này được (Rollins) S.L. Welsh mô tả khoa học đầu tiên năm 2003.